# Aspetto che torni
Aspetto che torni è un singolo del cantautore italiano Francesco Renga, pubblicato il 7 febbraio 2019 come primo estratto dall'ottavo album in studio L'altra metà.
Il brano è stato presentato in gara al 69º Festival di Sanremo, dove si è classificato al 15º posto.

## Video musicale
Il video, girato a Torino, è stato reso disponibile il 5 febbraio 2019 attraverso il canale YouTube del cantante.

## Tracce
1. Aspetto che torni – 3:13

## Classifiche
| Classifica (2019) | Posizione massima |
| ----------------- | ----------------- |
| Italia            | 34                |